# Alfons von Deschwanden
Alfons von Deschwanden (* 28. März 1922 in Offenburg; † 30. August 2015 ebenda) war ein deutscher Unternehmer und Judenretter.

## Leben
Alfons von Deschwanden stammte aus einer katholischen Familie und war in der Katholischen Jugend aktiv. Er absolvierte in der Kfz-Werkstatt seines Vaters in Offenburg eine Lehre als Kfz-Mechaniker und erwarb am Abendgymnasium die Fachhochschulreife, bevor er im Juni 1941 zur Wehrmacht einberufen wurde. Dort war er im Heereskraftfahrzeugpark in Wilna eingesetzt; sein dortiger Vorgesetzter war Major Karl Plagge, der bewusst Juden und jüdische Zwangsarbeiter beschäftigte, um sie vor der Vernichtung zu bewahren. In der Nacht vom 2. auf den 3. Juli 1944 verhalf er zahlreichen jüdischen Zwangsarbeitern zur Flucht. Deschwanden, der zur Bewachung des Lagers eingesetzt war, verweigerte zusammen mit einem Kameraden den Schießbefehl. Sein Vorgesetzter Plagge sorgte dafür, dass Deschwanden sich einer Untersuchung der SS über den Hergang der Flucht entziehen konnte.
Nach dem Krieg baute Deschwanden eine Autohandlung in Offenburg auf. 1971 nahmen Überlebende der Flucht, die nach Israel übergesiedelt waren, mit Deschwanden Kontakt auf. Sein Vorgesetzter Karl Plagge wurde als Gerechter unter den Völkern geehrt.